# Liste der Naturdenkmäler im Bezirk Eferding
Die Liste der Naturdenkmäler im Bezirk Eferding listet die als Naturdenkmal ausgewiesenen Objekte im Bezirk Eferding im Bundesland Oberösterreich auf. Unter den sechs Naturdenkmälern befinden sich fast ausschließlich Bäume, darunter ein Stieleichen-Paar, zwei freistehende Stieleichen und zwei Sommer-Linden. Zudem ist ein Seerosenbestand am Lauf der Aschach unter Schutz gestellt worden. Die älteste bestehende Unterschutzstellung im Bezirk Eferding erfolgte 1960, die letzte 2007.

## Naturdenkmäler
| Foto |                 | Name                                      | ID    | Standort                                                                                     | Beschreibung | Fläche | Datum      |
| ---- | --------------- | ----------------------------------------- | ----- | -------------------------------------------------------------------------------------------- | --- | ------ | ---------- |
| 1    | Datei hochladen | Jungmayr-Eiche                            | nd586 | Alkoven KG: Alkoven GrStNr: 328 Standort                                                     | Die Stieleiche befindet sich neben einer Gemeindestraße in der Nähe des Ofenwassers. Zur Zeit der Unterschutzstellung wies die Eiche einen Stammumfang von 4,10 m in einem Meter Höhe auf, hatte einen Kronendurchmesser von 24 m und eine Höhe von rund 30 m. Die Eiche verästelt sich in rund 10 m in zahlreiche Hauptäste und dient als Anflugziel für zahlreiche Vögel. |        | 24.10.2000 |
| 1    | Datei hochladen | 2 Eichen bei Raffeldsmühle in Fraham      | nd638 | Fraham KG: Fraham GrStNr: 910/1; 910/5 Standort                                              | Die zwei geschützten Stieleichen befinden sich am Ufer des Innbaches in der Gemeinde Fraham an der Rückseite der Raffeldsmühle. Der Stammdurchmesser der beiden Stieleichen betrug 2003 in einem Meter Höhe 3,70 bzw. 4,40 Meter, der Kronendurchmesser lag bei 17 bzw. 18 Metern und die Höhe bei 25 bis 27 Metern. Das Alter der Eichen wird auf 250 Jahre geschätzt. |        | 27.11.2003 |
| 1    | Datei hochladen | Linde beim Lindnerhof                     | nd587 | Haibach ob der Donau KG: Haibach GrStNr: 197 Standort                                        | Die Sommer-Linde befindet sich rund 50 m nördlich des Linderhofes bei einer Kapelle. Zur Zeit der Unterschutzstellung wies die Linde einen Stammumfang von 3,55 m in einem Meter Höhe auf, hatte einen Kronendurchmesser von 15 m und eine Höhe von rund 28 m. Die Linde, die nach Angaben des Eigentümers 1880 im Zuge des Kapellenbaus gepflanzt wurde, besitzt auf Grund ihrer Lage an der oberen Hangkante des Donautales einen prägenden Einfluss auf das Landschaftsbild des südwestlichen Ortsteils von Haibach. |        | 24.10.2000 |
| 1    | Datei hochladen | Burg- oder Schlosslinde                   | nd014 | Hartkirchen KG: Schaunberg GrStNr: 2/1 Standort                                              | Die geschützte Sommer-Linde befindet sich im Gelände zwischen dem Forsthaus und dem Vorwerk der Burgruine Schaunberg. 1960 hatte die Linde in Brusthöhe einen Umfang von 5,5 Metern eine Stammhöhe von 25 Metern und eine Kronenbreite von rund 30 Metern. Der Überlieferung nach soll sie 1402 gepflanzt worden sein und diente unter König Wenzel als Gerichtslinde. |        | 08.03.1960 |
| 1    | Datei hochladen | Teichrosenbestände am Aschachaltarm       | nd104 | Pupping KG: Pupping GrStNr: 1959 Standort                                                    | Die Seerosenbestände am Aschachaltarm bei Pupping befinden sich im aufgestauten Flusslaufbereich der Aschach rund 2,5 km nördlich von Eferding. Sie erstrecken sich von der Wehranlage der Leumühle etwa 800 m flussaufwärts bis zur Brücke einer Gemeindestraße. |        | 19.06.1978 |
| 1    | Datei hochladen | Eiche in St. Marienkirchen an der Polsenz | nd653 | St. Marienkirchen an der Polsenz KG: St. Marienkirchen an der Polsenz GrStNr: 960/2 Standort | Die Stieleiche steht rund 70 m nördlich des Gebäudes Leopoldsberg 4. Zur Zeit der Unterschutzstellung wies die Eiche einen Stammumfang von 3,80 m in einem Meter Höhe auf, hatte einen Kronendurchmesser von 20 m und eine Höhe von rund 25 m. Das Alter der Eiche wurde zu diesem Zeitpunkt auf 150 Jahre geschätzt. |        | 10.09.2007 |

## Ehemalige Naturdenkmäler
| Foto |                 | Name        | ID     | Standort    | Beschreibung | Fläche | Datum |
| ---- | --------------- | ----------- | ------ | ----------- | --- | ------ | ----- |
| 0    | Datei hochladen | Wassernuss  | gnd004 | Hartkirchen | Wassernuss im Füchselteich |        |       |
| 0    | Datei hochladen | Sommerlinde | gnd174 | Stroheim    | Die Sommerlinde befand sich rund 400 m nordöstlich der Kirche von Stroheim. Der durch seine Lage weithin sichtbare Baum wurde 1847 gepflanzt und hatte einen Stammumfang von 3,4 m. |        |       |

| Foto:                    | Fotografie des Naturdenkmals. Klicken des Fotos erzeugt eine vergrößerte Ansicht. Daneben finden sich zwei Symbole: \| Weitere Bilder vorhanden \| Das Symbol bedeutet, dass weitere Fotos des Objekts verfügbar sind. Durch Klicken des Symbols werden sie angezeigt. \| \| Eigenes Foto hochladen \| Durch Klicken des Symbols können weitere Fotos des Objekts in das Medienarchiv Wikimedia Commons hochgeladen werden. \| |
| Name:                    | Bezeichnung des Naturdenkmals laut offiziellen Quellen |
| ID                       | Identifikator |
| Standort:                | Es ist die Gemeinde und falls vorhanden die Adresse angegeben. Darunter sind die Katastralgemeinde (KG) und die Grundstücksnummer angeführt. Durch Aufruf des Links Standort wird die Lage des Denkmals in verschiedenen Kartenprojekten angezeigt. |
| Beschreibung             | Kurze Beschreibung des Naturdenkmals |
| Fläche                   | Fläche des Naturdenkmals in Hektar (ha) |
| Datum                    | Datum oder Jahr der Unterschutzstellung |
| Weitere Bilder vorhanden | Das Symbol bedeutet, dass weitere Fotos des Objekts verfügbar sind. Durch Klicken des Symbols werden sie angezeigt. |
| Eigenes Foto hochladen   | Durch Klicken des Symbols können weitere Fotos des Objekts in das Medienarchiv Wikimedia Commons hochgeladen werden. |